# Попівка (Кропивницький район)
Попі́вка (МФА: [popiŭka] ( прослухати)) — село в Україні, у Первозванівській сільській громаді Кропивницького району Кіровоградської області. Населення становить 400 осіб. Орган місцевого самоврядування — Первозванівська сільська рада.

## Населення
Згідно з переписом УРСР 1989 року чисельність наявного населення села становила 485 осіб, з яких 201 чоловік та 284 жінки.
За переписом населення України 2001 року в селі мешкало 400 осіб.

### Мова
Розподіл населення за рідною мовою за даними перепису 2001 року:
| Мова       | Відсоток    |
| ---------- | ----------- |
| українська | 87,75 % 67℅ |
| російська  | 12,25 %     |